# Shota Rustaveli

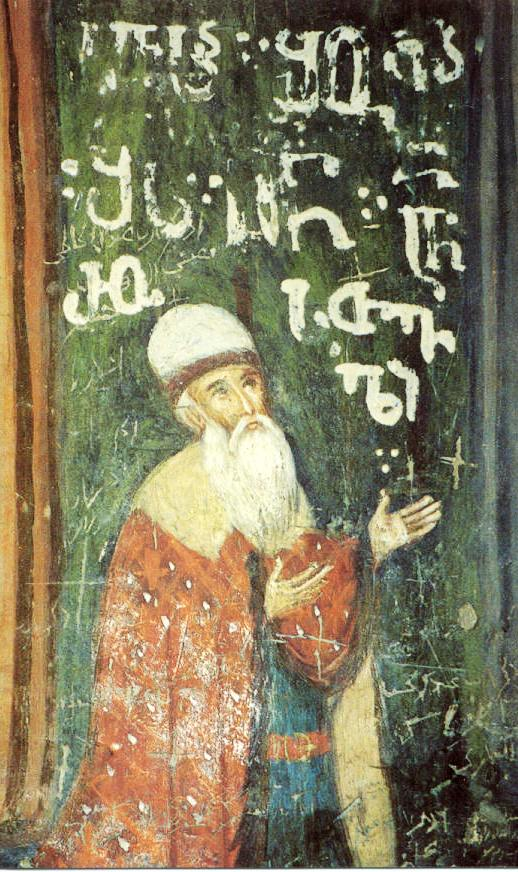
Shotá Rustveli (fresco en el Monasterio de la Cruz en Jerusalén).

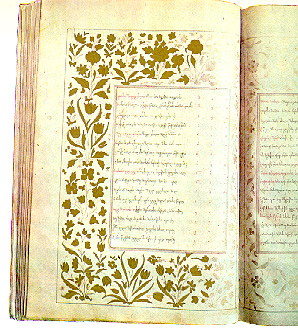
Manuscrito medieval de Rustaveli.

Shotá Rustaveli (en georgiano: შოთა რუსთაველი c. 1160— c. 1220) fue un poeta del siglo XII originario de Georgia, considerado como uno de los más grandes exponentes de la literatura medieval. Es el autor de la obra El caballero en la piel de tigre (en georgiano: ვეფხისტყაოსანი, Vepjis Tqaosani) el poema épico nacional de Georgia.

## Biografía
Rustaveli fue un príncipe de Georgia, el tesorero (mechurchletujutsesi) de la reina Tamara de Georgia y pintor de algunos frescos del monasterio de la Cruz en Jerusalén. Uno de los pilares de este monasterio lleva un retrato del que se cree que es del poeta. Pocos hechos se saben sobre la vida de Rustaveli; incluso su fecha de nacimiento y muerte son casi desconocidas.
El significado del apellido Rustaveli es propietario de Rustavi o un hombre de Rustavi. Rustavi era una ciudad en Mtsjeta, Georgia del sur. El Caballero en la Piel de tigre, que ha sido traducido a muchos idiomas, fue impreso por vez primera en 1712, en Tiflis. Entre los trabajos seculares ilustrados producidos en Georgia, los manuscritos de El caballero en la piel de tigre ocupan un lugar importante.
En el Instituto de Manuscritos de la Academia de Ciencias de Georgia (en Tiflis) existen dos hojas del texto del siglo XVI, y algunas líneas del poema pertenecen al siglo XIV. El resto de las listas del poema pertenecen al siglo XVII (manuscrito de 1653, H-54 del Instituto de Manuscritos).
El premio más alto de la República de Georgia en los campos del arte y de la literatura es el Premio Nacional Shotá Rustaveli. La calle principal en Tiflis es la Avenida de Rustaveli. También están en Tiflis la Academia estatal de teatro Rustaveli, el Instituto de literatura georgiana Shotá Rustaveli de la Academia de Ciencias de Georgia y la estación de metro Shotá Rustaveli. El aeropuerto internacional de Tiflis lleva también el nombre de este insigne poeta.

## El caballero en la piel del tigre
El caballero en la piel del tigre es un Poema épico traducido a numeroso idiomas. Fue escrito en el siglo XII e impreso por primera vez en 1712, en Tiflis. Es considerada la epopeya nacional de Georgia.  Dos páginas de este texto, que datan del siglo XVI, se encuentran en el Instituto de Manuscritos de Georgia en Tiflis, y también se conservan algunas líneas del poema del siglo XIV. Todas las demás copias del poema datan del siglo XVII.

## Literatura
- Tite Margvelashvili. Der Mann in Pantherfell.- Georgica, Londres, 1936 (en alemán)
- Zviad Gamsajurdia. Monografía sobre El Caballero en la Piel de Pantera, Tiflis, 1991, 352 pp (en georgiano)